# Звездовик тройной
Звездови́к тройно́й (лат. Geastrum triplex) — вид грибов, входящий в род Звездовик (Geastrum) семейства Звездовиковые (Geastraceae).
Серо-коричневый с желтоватым оттенком гриб 8—12 см в форме сумки, содержащей споры. Сумка размещена на изогнутых остатках внешней оболочки, которая радиально растрескивается. Они довольно мясистые и покрыты горизонтальными трещинами. Вокруг отверстия на сумке, через которое выходят споры, заметно округлое светлое пятно.
Плодовые тела появляются в августе-октябре.
Не съедобен. У индейцев племени черноногих гриб считался индикатором сверхъестественных событий, в племени чероки звездовик клали на пуповину новорожденным.
Распространён в лесах в Азии, Европе, Африке и обеих Америк. Встречается в лиственных лесах, реже в одиночку, обычно небольшими группами на земле или среди листьев. Обитает в известняковых почвах на открытых местах.
- Сумка гриба с характерным белым пятном на отверстии
- Трещины на сегментах внешней оболочки
- Различные стадии развития гриба